# Hippasteria falklandica
Hippasteria falklandica är en sjöstjärneart som beskrevs av Fisher 1940. Hippasteria falklandica ingår i släktet Hippasteria och familjen ledsjöstjärnor. Inga underarter finns listade i Catalogue of Life.